# Данидин Тандер
Данидин Тандер (англ. Dunedin Thunder) — команда Новозеландской хоккейной лиги, базирующаяся в Данидине, Новая Зеландия. Команда была основана в 2008 году. В своем первом сезоне команда заняла 5 — последнее место. Наибольшим достижением команды был выход в финал в 2014 году, где она проиграла Кентербери Ред Девилз со счетом 3:4; 6:14. 